# Ie Merah
Ie Merah is een bestuurslaag in het regentschap Aceh Barat Daya van de provincie Atjeh, Indonesië. Ie Merah telt 1.677 inwoners (volkstelling 2010).